# Arvid Lydecken

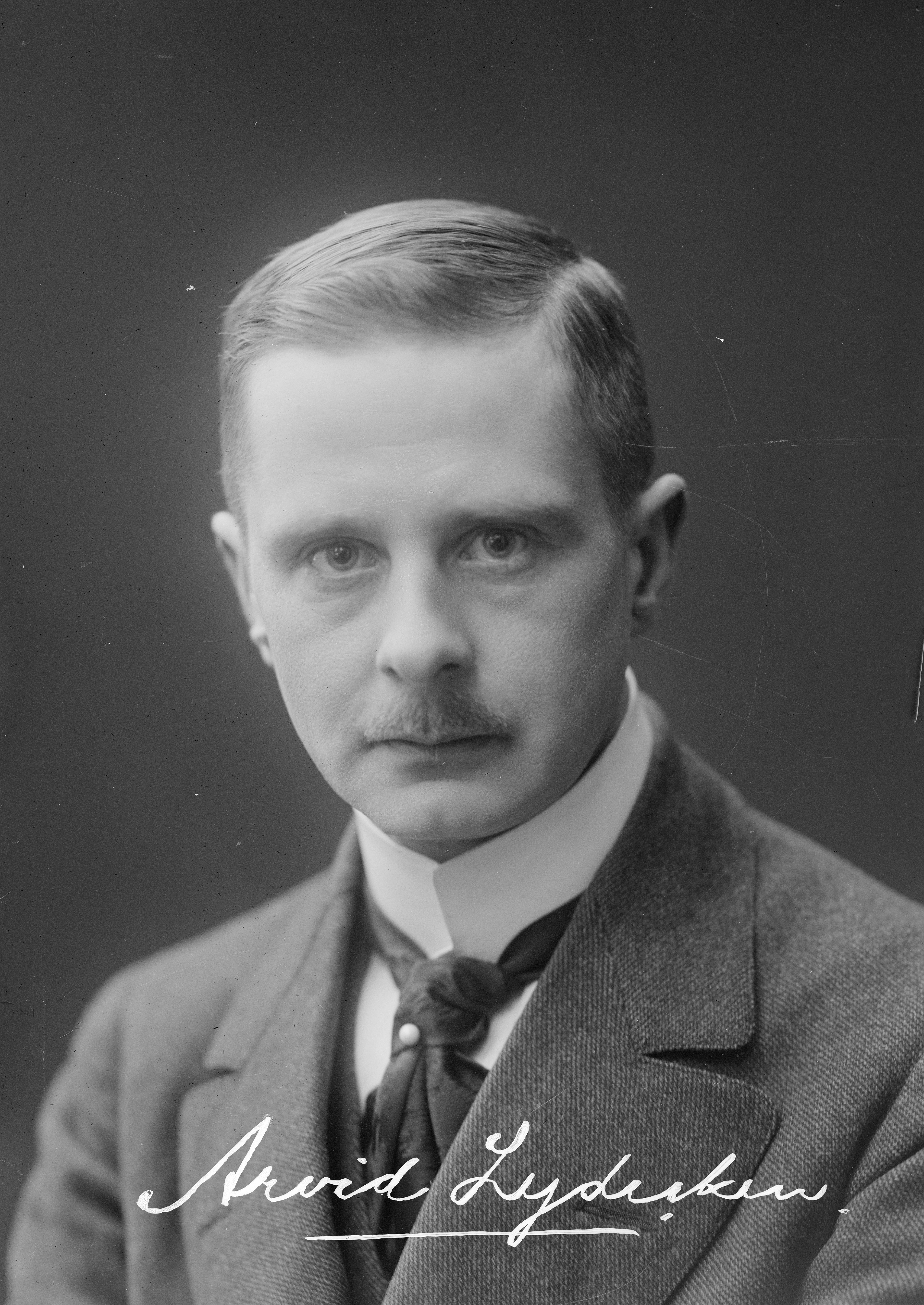
Arvid Lydecken.

Otto Arvid Lydecken, född 31 maj 1884 i Kontiolax, död 9 maj 1960 i Helsingfors, var en finländsk författare. Han var far till läkaren Kivi Lydecken. 
Lydecken var 1906–1916 avdelningschef vid bokförlaget Otava och från 1916 chef för Sven Strindbergs konstsalong i Helsingfors. Han utgav några diktsamlingar på svenska, omkring 40 barn- och ungdomsböcker (inklusive översättningar bland annat från engelskan) på finska och svenska samt arbetena Suomalaisia taiteilijakoteja ja taiteilijoita (1927) och Taiteilijoita (1953).